# Iglesia de la Pasión (Valladolid)
La iglesia de la Pasión es un templo católico de estilo barroco churrigueresco, su construcción se inició en 1577, fue la primera iglesia penitencial de Valladolid. Actualmente es una sala de exposiciones ubicada en el centro de Valladolid. Originalmente fue una iglesia construida para ser la sede de la Cofradía Penitencial de la Sagrada Pasión de Cristo. La iglesia fue cerrada al culto religioso en el siglo XIX. Fue declarada Monumento Nacional el 10 de marzo de 1928.
Se encuentra en la calle de la Pasión, al lado de la Plaza Mayor de Valladolid. Actualmente alberga el Museo de Pintura de la ciudad funcionando como sala municipal de exposiciones temporales bajo la denominación de Sala Municipal de Exposiciones del Museo de Pasión.

## Historia

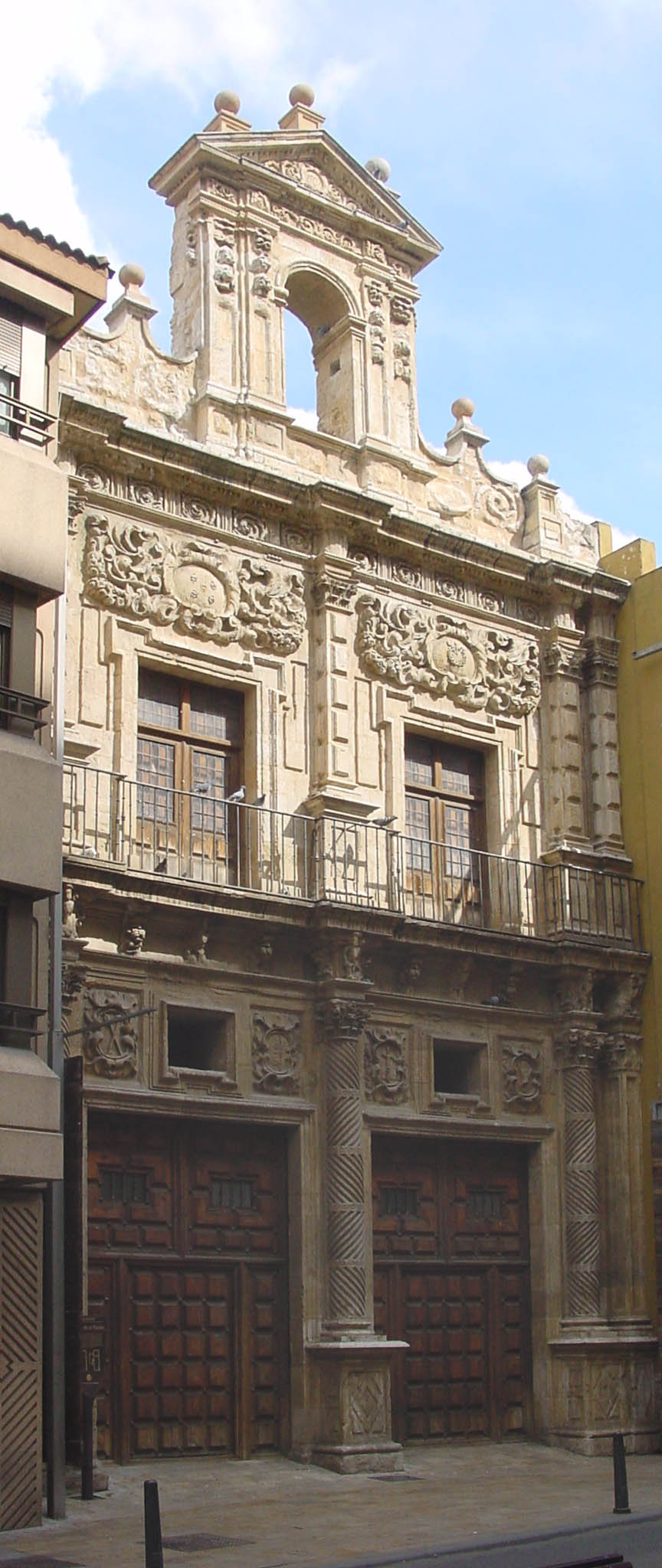
La iglesia en el año 2007.

En 1577 se iniciaron las obras de esta iglesia, en la calle del mismo nombre, con diseño de los arquitectos Juan de Mazarredonda y Pedro del Río. Posiblemente también contó con la participación de Juan de Nates. La inauguración fue el 18 de marzo de 1581.
En 1666 la cofradía, estaba compuesta casi por completo de artistas, pintores y escultores decidieron remodelarla ya que no estaban contentos con el resultado original y quería ir en la vanguardia de la moda y corrientes iniciadas. La reforma se le encargó al maestro Felipe Berrojo, que era considerado como de los más prestigiosos en su oficio. Las obras consistieron en el revestimiento de los arcos y las bóvedas con molduras y tallas. También se modificó la portería que fue realizada en piedra y labrada por Pedro Ezquerra, dentro del estilo barroco, de lo primero que en obra de fábrica se hizo en la ciudad, terminándose en 1672.